# زوزانا رهاک-اشتفچکووا
زوزانا رهاک-اشتفچکووا (اسلواکی: Zuzana Rehák-Štefečeková؛ زادهٔ ۱۵ ژانویهٔ ۱۹۸۴) تیرانداز زن اهل اسلواکی است.
وی در مسابقات کشوری و بین‌المللی در مجموع برندهٔ ۹ مدال طلا، ۹ مدال نقره، ۸ مدال برنز شده‌است.